# Телевизионная испытательная таблица
Телевизионная испытательная таблица (настроечная таблица, тест-таблица, также тест-карта от англ. test card) — специальное изображение, воспроизводимое на экране кинескопа для настройки и оценки качества изображения телевизионной аппаратуры, а также всевозможных дисплеев (в том числе компьютерных мониторов).
Представляет собой сложный видеосигнал, позволяющий как визуально оценить качество изображения, так и измерить характеристики электрических цепей телевизора при помощи приборов. Ранее использовались отпечатанные в типографии таблицы, которые передавались с помощью специальных камер (т. н. моноскопов). Сегодня обычно используются генераторы стандартных сигналов (для телевизионной аппаратуры). Для компьютеров существуют программы и DVD с записью тестовых изображений.
Настроечные таблицы служат главным образом для визуальной оценки сигнала на экране телевизора. Настройка телевизора при помощи простого осциллографа по таблицам затруднена, поскольку таблица представляет собой смесь разных сигналов. Обычно при настройке по таблицам применяют более сложные приборы — например, осциллограф с блоком выделения строки, позволяющим выделить из настроечной таблицы строки, в которых передаётся сигнал цветных полос. Чаще же для настройки аналоговых телевизоров по приборам применяют простой осциллограф в сочетании с более простыми тестовыми сигналами.

## Примеры

### Вертикальные цветные полосы
Сигнал «вертикальные цветные полосы» (т. н. «генератор цветных полос») является в настоящее время основным сигналом для настройки большинства узлов аналоговых телевизоров. Большинство напряжений и осциллограмм на принципиальных схемах телевизоров приводятся именно при условии подачи на вход сигнала «вертикальные цветные полосы».
В сигнале «вертикальные цветные полосы» 8 полос:
1. Белая.
2. Жёлтая.
3. Голубая.
4. Зелёная.
5. Пурпурная.
6. Красная.
7. Синяя.
8. Чёрная.

Сигнал формируется из трёх цветовых компонентов — красной, зелёной и синей, каждая из которых имеет два состояния — нулевая яркость и 75 % яркость.
Существует также разновидность сигнала «вертикальных цветных полос» с девятью полосами (дополнительная белая полоса справа после чёрной), менее употреблявшаяся в отличие от первого.

### Универсальная электронная испытательная таблица (УЭИТ)
Предназначена для испытания цветных телевизоров, работающих в стандарте SECAM (также существуют адаптации под стандарт NTSC) с отношением сторон экрана 4:3. УЭИТ была разработана кандидатом технических наук Н. Г. Дерюгиным и инженером Государственного научно-исследовательского института радио (НИИР) В. А. Минаевым. Неофициальное название «таблица цветовой профилактики» (ТЦП). Опытные передачи в эфир с Останкинской телебашни (в то время — Общесоюзная радиотелевизионная передающая станция им. 50-летия Октября, ОРПС) начались в 1970 году. По их результатам таблица была доработана, и с 1971 года второй вариант, УЭИТ-2, передавался в эфир и по линиям связи. Основные части:
- Сетчатое поле — фон таблицы. Позволяет настроить сведение лучей, а также визуально разбивает таблицу на строки и столбцы. В центре большого круга дополнительное перекрестие для центровки изображения, а также для регулировки статического сведения, а в малых — как точки отсчета для регулировки динамического сведения;
- Окантовка таблицы — реперные метки для установки размера изображения;
- Круги для контроля геометрических искажений растра. Для проверки точности регулировки отношения сторон изображения можно измерить длины сторон квадрата в центре;
- Цветные полосы насыщенностью 75 % (строки 6-7) и 100 % (строки 14-15) для контроля цветопередачи. При наличии осциллографа с выделением отдельных строк возможна настройка по ним вместо отдельного генератора цветных полос;
- Серая шкала (8 строка) — для установки яркости, контрастности, баланса белого и уровня чёрного;
- Контрастные цветные полосы (9 строка) для регулировки чёткости цветовых переходов;
- Плавный цветовой переход (12 строка) для проверки линейности канала цветности. В некоторых реализациях здесь полный спектр, в других — переход от зелёного к пурпурному;
- Вертикальные штрихи на 13-й строке, а также в малых кругах (строки 3,4,17,18) для оценки разрешающей способности и динамической фокусировки. Они образованы пачками синусоидальных сигналов частотой 2, 3, 4 и 5 МГц, соответствуют разрешающей способности в 220, 330, 440 и 550 линий.
- Наклонные полосы в 10-11 строках для контроля точности чересстрочной развёртки;
- Контрастные метки в тех же строках для контроля тянущихся продолжений (вызываемых неисправностью контуров телевизора, а также при подключении нескольких телевизоров по видеовыходу через низкокачественный кабель) и повторений (вызываемых неудачной конструкцией или расположением антенны);
- Чередующиеся черные и белые квадраты (16 строка) — для оценки АЧХ видеотракта по всем каналам;

### Телевизионная испытательная таблица ТИТ-0249
Чёрно-белая испытательная таблица, разработанная в 1949 году. Существовало два способа передачи ТИТ-0249: съемка телекамерой с графического оригинала или воспроизведение с помощью моноскопа. В настоящее время телеканалами практически не используется, однако иногда её используют для оценки разрешающей способности видеокамер.

### Телевизионная испытательная таблица ТИТ-0154
Данная таблица была создана в 1954 году специально для разработанной тогда экспериментальной системы цветного телевидения с последовательной передачей цветов.. Применение этой таблицы, как и самой экспериментальной системы, было вскоре прекращено.

### EIA Resolution Chart
Разработана в 1956 году и стала своего рода стандартом тестовых таблиц.